# Roger Martin du Gard
Roger Martin du Gard (Neuilly-sur-Seine, 23 de Março de 1881 — Bellême, 22 de Agosto de 1958) foi um escritor francês. Recebeu o Nobel de Literatura de 1937, devido ao "poder artístico e verdade com que descreveu o conflito humano, bem como alguns aspectos fundamentais da vida contemporânea no seu romance-ciclo Les Thibault".
Aluno do liceu Condorcet, procedente de uma família de advogados e de magistrados, pôde consagrar sua vida à literatura. Teve uma vocação precoce de escritor, da qual tomou consciência lendo a novela Guerra e Paz, de Leon Tolstoi. Antes de demonstrar sua vocação de romancista, estuda letras e obtém diploma de arquivista paleográfico.
Uma de suas principais novelas é Jean Barois (1913), que o aproximou pela amizade a André Gide e a Jacques Copeau. Depois da publicação de Les Thibault: l'Été 1914 (1936), recebe no ano seguinte o Nobel de Literatura.
Por suas preocupações em registrar detalhes e com as relações entre a realidade social e o desenvolvimento das pessoas, é considerado um herdeiro literário do realismo e do naturalismo do século XIX.